# Casa Branca (Cabo Verde)
Casa Branca es una localidad caboverdiana del municipio de São Miguel.

## Geografía
La localidad está situada en la isla Santiago.

## Organización territorial
La localidad abarca los lugares y barrios de:
- Casa Branca
- Cutelo Coco
- Selada